# Max Hechtman
 (août 2024).
La mise en forme du texte ne suit pas les recommandations de Wikipédia : il faut le « wikifier ».
Les points d'amélioration suivants sont les cas les plus fréquents. Le détail des points à revoir est peut-être précisé sur la page de discussion.
- Les titres sont pré-formatés par le logiciel. Ils ne sont ni en capitales, ni en gras.
- Le texte ne doit pas être écrit en capitales (les noms de famille non plus), ni en gras, ni en italique, ni en « petit »…
- Le gras n'est utilisé que pour surligner le titre de l'article dans l'introduction, une seule fois.
- L'italique est rarement utilisé : mots en langue étrangère, titres d'œuvres, noms de bateaux, etc.
- Les citations ne sont pas en italique mais en corps de texte normal. Elles sont entourées par des guillemets français : « et ».
- Les listes à puces sont à éviter, des paragraphes rédigés étant largement préférés. Les tableaux sont à réserver à la présentation de données structurées (résultats, etc.).
- Les appels de note de bas de page (petits chiffres en exposant, introduits par l'outil «  Source ») sont à placer entre la fin de phrase et le point final[comme ça].
- Les liens internes (vers d'autres articles de Wikipédia) sont à choisir avec parcimonie. Créez des liens vers des articles approfondissant le sujet. Les termes génériques sans rapport avec le sujet sont à éviter, ainsi que les répétitions de liens vers un même terme.
- Les liens externes sont à placer uniquement dans une section « Liens externes », à la fin de l'article. Ces liens sont à choisir avec parcimonie suivant les règles définies. Si un lien sert de source à l'article, son insertion dans le texte est à faire par les notes de bas de page.
- La présentation des références doit suivre les conventions bibliographiques. Il est recommandé d'utiliser les modèles {{Ouvrage}}, {{Chapitre}}, {{Article}}, {{Lien web}} et/ou {{Bibliographie}}. Le mode d'édition visuel peut mettre en forme automatiquement les références.
- Insérer une infobox (cadre d'informations à droite) n'est pas obligatoire pour parachever la mise en page.

Pour une aide détaillée, merci de consulter Aide:Wikification.
Si vous pensez que ces points ont été résolus, vous pouvez retirer ce bandeau et améliorer la mise en forme d'un autre article.
Max Bennett Hechtman /hɛkt'mɛn/(né le 26 avril 1997) est un cinéaste, monteur vidéo et vidéaste américain. Il est surtout connu pour son court métrage narratif Abigail de 2019 et est diplômé du Fashion Institute of Technology,,.

## Jeunesse et éducation
Hechtman a grandi à East Meadow, New York et s'est intéressé au cinéma dès son plus jeune âge, lorsqu'il a commencé à filmer les événements scolaires pendant ses études à Woodland Middle School de 2010 à 2011. Il continuera à le faire dès son entrée en deuxième année à l'East Meadow High School, filmant leurs événements sportifs et leurs productions du club de théâtre Guys and Dolls, Once Upon a Mattress et Beauty and the Beast, avant d'obtenir son diplôme en 2015,. En 2019, il a obtenu son baccalauréat en sciences du cinéma et des médias du Fashion Institute of Technology et a reçu la médaille du département du cinéma et des médias deux ans auparavant,.

## Carrière

### 2016–2018: Premières œuvres
Hechtman s'est lancé dans la réalisation de films narratifs avec son premier court métrage étudiant, le drame mystérieux et romantique I Am Here (2016), réalisé par son mentor, Christonikos Tsalikis. En 2016, il a produit le documentaire FIT Hives: Sustainability - The Secret to Survival, qui documente la genèse du projet Hives du Fashion Institute of Technology,,. I Am Here et FIT Hives seront tous deux projetés au Long Island International Film Expo 2017. En 2018, Hechtman a réalisé Histoires de force et d’espoir : Prévenir le suicide chez les jeunes. Le documentaire a été inspiré par sa vision de la comédie musicale Dear Evan Hansen à Broadway en 2017 et par une réunion en 2008 à la Woodland Middle School donnée par le défenseur de la prévention du suicide et de l'intimidation John Halligan à propos de son fils, Ryan Halligan, qui s'est suicidé en 2003. Le documentaire a été projeté au Chelsea Film Festival 2018 et au Long Island International Film Expo 2019, remportant le prix du meilleur documentaire lors de ce dernier festival,,.

### 2019-présent:Abigailet ses projets récents
En 2019, Hechtman a réalisé son film de thèse de fin d'études, Abigail, qu'il a co-réalisé et coproduit avec Tsalikis et qui mettait en vedette l'acteur vétéran Richie Allan dans le rôle principal avec ses co-stars Elvira Tortora et Leilani Marie Vasquez dans leurs débuts d'actrice au cinéma. Le film a été adapté d'un scénario d'une seule scène de Jason K. Allen et inspiré d'une histoire vraie traitant du sujet des décisions de fin de vie. Pour que le film corresponde à la durée de 15 à 20 minutes requise, Koury a suggéré à Hechtman de développer l'histoire en incorporant les détails de l'intrigue sur la mort d'Abigail et l'utilisation de flashbacks non linéaires, en utilisant l'adaptation cinématographique de The Notebook (2004) et la séquence d'ouverture du film Disney/Pixar Là-haut (2009) comme sources d'inspiration. Le film a été présenté en avant-première lors du programme FIT Film and Media le 17 mai 2019. En raison de la pandémie de COVID-19, sa première projection publique a eu lieu virtuellement au Long Island International Film Expo 2020, où il a remporté le prix du public et a été nommé pour le meilleur court métrage, le meilleur court métrage de Long Island et le meilleur réalisateur. Il a également été projeté au Portland Film Festival, au Golden Door Film Festival, au Long Beach International Film Festival et au Point Lookout Film Festival, remportant le prix du meilleur film lors de ce dernier festival,,,,.

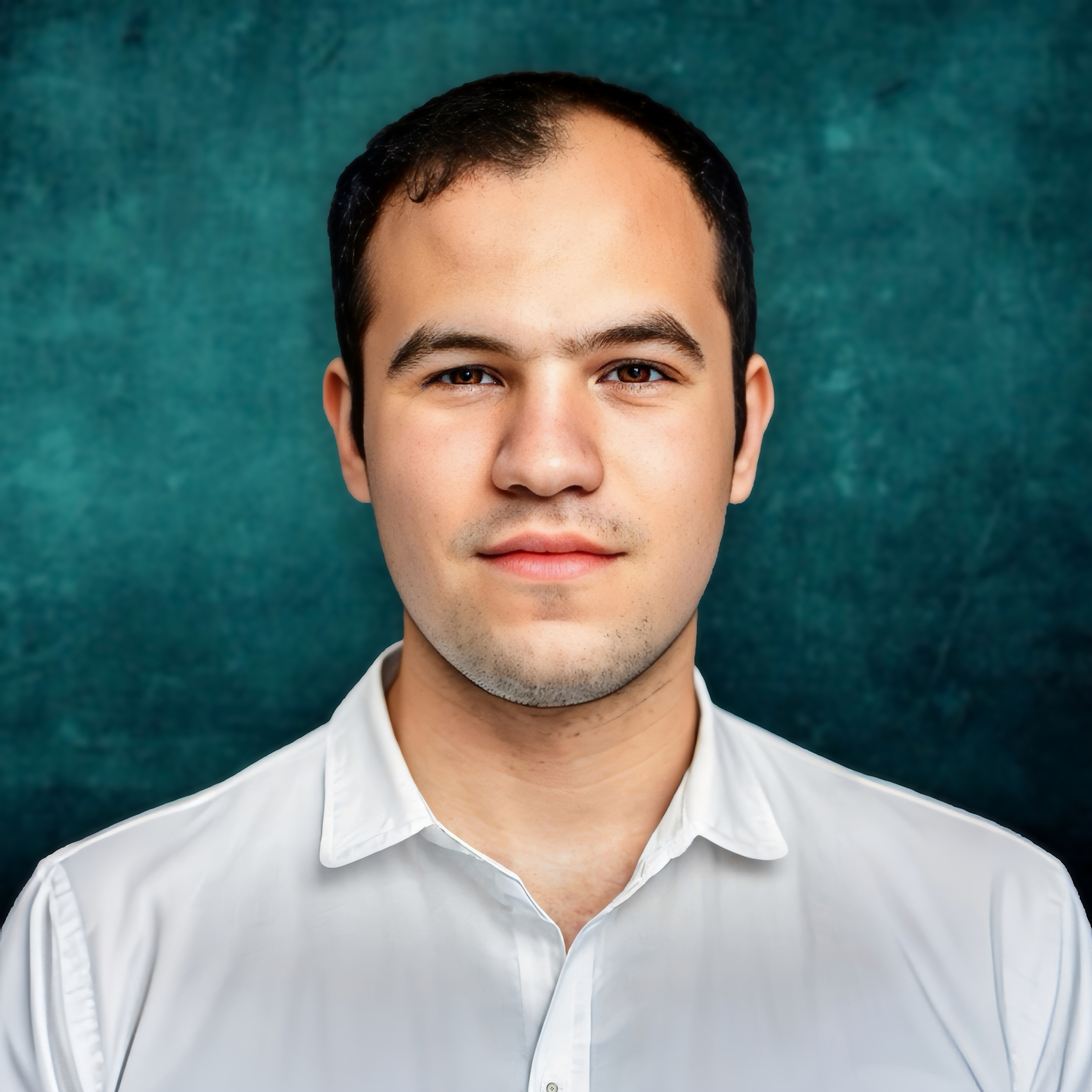
Max Hechtman en 2024.

En 2020, Hechtman a été concepteur visuel et éditeur de bande-annonce pour l'album musical/livre audio de Bálint Varga, d'ILLUSION: The Houdini Musical, qui a été inspiré par la vie de l'illusionniste/cascadeur Harry Houdini. Hechtman a également produit un documentaire sur la réalisation du livre audio, qui a été publié sur YouTube et Vimeo le 10 décembre 2020,. De 2022 à 2024, dans le cadre d'un projet parallèle, Hechtman a monté plusieurs supercuts comparant les adaptations cinématographiques de 1961 et 2021 de West Side Story, qu'il a toutes téléchargées sur sa chaîne YouTube. Le supercut qu'il a édité du numéro musical « America » est devenu viral avec plus d'un million de vues,. En 2023, Hechtman a travaillé comme coloriste sur le premier film documentaire de son ami Nathan Siegelaub et Ania Gruszczyńska, Sparni, que ces deux derniers ont produit pour terminer leurs études à la Graduate School of Journalism de l'Université Columbia. Le film a été présenté en première au DocFest de l'école le 9 décembre 2023. Le film a débuté sa tournée dans les festivals du Long Island International Film Expo 2024 le 12 juillet 2024,,.

### Projets à venir
En 2024, Hechtman en est aux premières étapes de l'écriture du scénario de son premier long métrage narratif, The Lens Within Me, un drame semi-autobiographique sur le passage à l'âge adulte très vaguement inspiré de son adolescence et de son expérience universitaire.

## Style de réalisation

### Influences
Hechtman a cité les films de Steven Spielberg, Rob Marshall, Tom Hooper, Jean-Luc Godard, Yorgos Lanthimos, Alfred Hitchcock, Stanley Kubrick, David Fincher, Terrence Malick, Greta Gerwig, Christopher Nolan et Damien Chazelle comme influences. Il a également cité La vie est belle (1947) comme l'un de ses films préférés.

### Méthode et thèmes
Dans ses films, Hechtman utilise parfois un montage frénétique pour ajouter de la tension et un rythme, basé sur le travail de Damien Chazelle dans Whiplash (2014). Son style visuel implique fréquemment des mouvements de caméra à main levée, le cadrage d'acteurs et/ou d'objets à l'extrême gauche ou à l'extrême droite de l'écran et l'utilisation d'objectifs grand angle et d'angles hollandais de manière créative, en s'appuyant en grande partie sur le travail de Tom Hooper dans Les Misérables (2012) et Le Discours d'un roi (2010). La plupart des films de Hechtman traitent de problèmes sociaux contemporains, tels que le changement climatique, la durabilité, la santé mentale, les médias sociaux et la technologie mobile. Ses films s’inspirent également de certaines de ses expériences de vie, notamment du processus de deuil qui suit la perte d’un être cher,.

## Vie personnelle
Hechtman réside actuellement à East Meadow. Il a été élevé dans la religion juive. Sa mère, Meryl Hechtman, l'a aidé à développer le scénario d' Abigail et a été productrice exécutive. Son défunt père, Alan Hechtman, a servi dans le Wantagh-Levittown Volunteer Ambulance Corps (WLVAC) et a été l'un des premiers intervenants à survivre aux attentats du 11 septembre 2001 au World Trade Center et est décédé d'une leucémie aiguë liée au 11 septembre le 11 mai 2010,. Hechtman a également un frère cadet, Evan Hechtman, né deux ans après lui. L'une des tantes de Hechtman est la poétesse Lana Hechtman Ayers, lauréate du prix Rhysling, la sœur cadette d'Alan. En dehors du cinéma, Hechtman travaille actuellement comme monteur vidéo pour la société de production vidéo Reel Life Cinematography, basée à Long Island.

### Œuvre philanthropique
En 2010, Hechtman, à l'âge de 13 ans, a fait don d'une collection de 50 livres et DVD pour enfants axés sur le thème de l'éducation du caractère à la bibliothèque publique d'East Meadow en l'honneur de sa bar-mitsva, qui a eu lieu des mois auparavant. Pour ses efforts, Hechtman a reçu une citation de Norma Gonsalves de la législature du comté de Nassau lors d'une cérémonie qui a eu lieu à la bibliothèque le 6 octobre 2010,.

## Filmographie

### Films narratifs
- 2015 : Pardon (Forgiveness), court-métrage ; co-réalisé avec Michael Madden
- 2015 : En souvenir d'Isabelle (Remembering Isabelle), court-métrage
- 2016 : Mangez vos légumes (Eat Your Vegetables), court-métrage
- 2016 : Je suis là (I Am Here), court-métrage ; également conception d'histoire et caméraman
- 2016 : Messager (Messenger), court-métrage ; également caméraman
- 2018 : Finger Lakes : un endroit pour tous (Finger Lakes: A Place for Everyone), court-métrage
- 2018 : Date limite (Deadline), court-métrage
- 2019 : Abigail, court-métrage ; co-réalisé/produit avec Christonikos Tsalikis ; également caméraman
- 2021 : Avancement (Headway), film de preuve de concept ; co-édité avec Christian Kazadi et Geoffrey J.D. Payne
- TBD: The Lens Within Me, long métrage

### Films documentaires
- 2016 : FIT Hives : Durabilité - Le secret de la survie (FIT Hives: Sustainability - The Secret to Survival), court-métrage ; ; également responsable de production vidéo
- 2017 : Génération Sauvetage (Generation Rescue), court-métrage
- 2017 : Les voies du succès climatique (Pathways to Climate Success), court-métrage ; co-réalisé/produit avec Dylan Dell'Erba
- 2018 : Des histoires pleines de force et d’espoir : Prévenir le suicide chez les jeunes (Stories of Strength and Hope: Preventing Youth Suicide), court-métrage
- 2020 : La magie derrière d'ILLUSION : La comédie musicale Houdini - L'expérience du théâtre audio (The Magic Behind d'ILLUSION: The Houdini Musical - The Audio Theater Experience), court-métrage
- 2023 : Sparni, court-métrage ; coloriste

### Télévision
- 2014 : Cooking with Kefi, rédacteur adjoint ; 12 épisodes

### Clip vidéo
- 2017 : "One Lamb", titres de fin/assistant de production
- 2017 : "Thes pastichio", assistant monteur/assistant de production (unité New York)

### Apparitions en camée
- 2020 : Ben Platt Live from Radio City Music Hall, film-concert
- 2020 : La magie derrière d'ILLUSION : La comédie musicale Houdini - L'expérience du théâtre audio (The Magic Behind d'ILLUSION: The Houdini Musical - The Audio Theater Experience), court métrage documentaire

## Distinctions

### Récompenses
- Festival du film de mode de Chicago 2017 : Prix Eco Durable pour FIT Hives : Durabilité - Le secret de la survie[34]
- Long Island International Film Expo 2019 : Meilleur documentaire pour Des histoires pleines de force et d’espoir : Prévenir le suicide chez les jeunes
- Stage 32 5e concours annuel de courts métrages 2020 : Quart de finaliste pour Abigail (avec Christonikos Tsalikis)[35]
- Long Island International Film Expo 2020 : Prix du public pour Abigail (avec Christonikos Tsalikis)
- Point Lookout Film Festival 2021 : Meilleur film pour Abigail (avec Christonikos Tsalikis)

### Nominations
- Long Island International Film Expo 2020 : Meilleur court métrage pour Abigail (avec Christonikos Tsalikis)
- Long Island International Film Expo 2020 : Meilleur film de Long Island pour Abigail (avec Christonikos Tsalikis)
- Long Island International Film Expo 2020 : Meilleur réalisateur pour Abigail (avec Christonikos Tsalikis)
- Point Lookout Film Festival 2021 : Meilleur film local pour Abigail (avec Christonikos Tsalikis)
- Point Lookout Film Festival 2021 : Meilleur réalisateur pour Abigail (avec Christonikos Tsalikis)
- Point Lookout Film Festival 2021 : Meilleur scénario produit pour Abigail (avec Jason K. Allen et Meryl Hechtman)
- "Hang Onto Your Shorts" Film Festival 2021: Meilleur drame pour Abigail (avec Christonikos Tsalikis)[36]